# Magnolia pacifica
Magnolia pacifica este o specie de plante din genul Magnolia, familia Magnoliaceae, descrisă de Vazquez.

## Subspecii
Această specie cuprinde următoarele subspecii:
- M. p. pacifica
- M. p. tarahumara